# NGC 74
NGC 74 là một thiên hà dạng hạt đậu nằm trong chòm sao Tiên Nữ. Nó được phát hiện vào ngày 7 tháng 10, 1855 bởi nhà thiên văn học người Ireland William Parsons .